# Latiner
Die Latiner (lateinisch Latini) waren ein Hauptstamm der Italiker, eng verwandt mit den Faliskern. Sie wanderten möglicherweise zu Beginn des 1. Jahrtausends v. Chr. in das Gebiet des heutigen Italien ein. Die nach den Latinern benannte lateinische Sprache (lingua Latina) wurde mit dem Aufstieg Roms zu einer Weltsprache.

## Geschichte
Die Latiner lebten am Unterlauf des Tiber. In der römischen Überlieferung wird die Bezeichnung „Latiner“ auf Latinus, den König der mythischen Aborigines zurückgeführt.
Es bestand ein Bund latinischer Städte unter der Führung von Alba Longa, verbindendes Element war der Kult des Iuppiter Latiaris. Weitere latinische Städte waren Aricia, Astura, Bovillae, Circei, Gabii, Lanuvium, Lavinium, Praeneste, Tarracina, Tibur und Tusculum. In Latium befanden sich außerdem die Städte Antium und Velitrae (Volsker), Ardea (Rutuler) und später die römische Kolonie Ostia.
Noch im 6. Jahrhundert v. Chr. waren die Latiner deutlich mächtiger als Rom, das in seiner späteren Überlieferung allerdings die Zerstörung Alba Longas in das 7. Jahrhundert datierte und so seinen Herrschaftsanspruch untermauerte. In den beiden so genannten Latinerkriegen erkämpfte sich Rom die Vorherrschaft über Latium: Im 4. Jahrhundert v. Chr. gewann es die Oberhand und diktierte einen Vertrag, wonach Handel nur „über Rom“ stattfinde. Der Sieg Roms im Zweiten Latinerkrieg (340–338 v. Chr.) markiert einen wichtigen Schritt der Ausdehnung römischer Landmacht über die Grenzen des Stadtgebietes hinaus.

## Latinerrecht
Die latinischen Gemeinden in der unmittelbaren Nachbarschaft Roms nahmen unter den italischen Bundesgenossen Roms eine Sonderstellung ein (das sogenannte Latinische Recht). Ihre Bürger waren den Römern privatrechtlich gleichgestellt und durften in der römischen Volksversammlung abstimmen. Sie erwarben durch Übersiedelung nach Rom das römische Bürgerrecht.
Daneben gab es eine zweite Gruppe von Gemeinden latinischen Rechts: Es waren die Siedlungen, die Rom als Kolonien anlegte. Die Bürger dieser Kolonien genossen in etwa die gleichen Rechte wie die Altlatiner (sogenannte Latinität). Solche Kolonien mit Latinerrecht gab es vor allem in Spanien, Nordafrika und Südfrankreich.